# Thomisus godavariae
Thomisus godavariae là một loài nhện trong họ Thomisidae.
Loài này thuộc chi Thomisus. Thomisus godavariae được miêu tả năm 1992 bởi C. Adinarayana Reddy & Patel.